# Bara en mor (film)
Bara en mor är en svensk dramafilm från 1949 i regi av Alf Sjöberg med Eva Dahlbeck i huvudrollen som "Rya-Rya". Som förlaga har man författaren Ivar Lo-Johanssons roman Bara en mor, utgiven 1939.
Filmen premiärvisades den 31 oktober 1949 på biograf Röda Kvarn i Nyköping. Inspelningen utfördes i Filmstaden Råsunda med exteriörer från Nyköping och ett flertal platser i Uppland och Södermanland av Martin Bodin. Filmen visades som Sveriges bidrag vid filmfestivalen i Venedig 1950. Martin Bodin erhöll Premio Internazionale per la Fotografia. År 1953 vann Alf Sjöberg det danska Bodilpriset för bästa europeiska film.

## Handling
Filmen handlar om statarhustrun Maria, kallad Rya-Rya. Vi får följa hennes liv från ung vacker flicka med drömmar om lycklig kärlek till utsliten mor, som bara lever för sina barn.

## Om filmen
Bara en mor har visats i SVT, bland annat 1985, 1993 och i augusti 2025.

## Rollista i urval
- Eva Dahlbeck – Maria kallad Rya-Rya
- Ragnar Falck – Henrik, statare, Rya-Ryas man
- Ulf Palme – Hammar
- Hugo Björne – Eniel, statare
- Åke Fridell – inspektorn
- Mona Geijer-Falkner – Emili, statarhustru
- Max von Sydow – Nils, statare
- Margaretha Krook – Berta, Nils hustru
- Mimi Pollak – Erika Rost, statare
- Elsa Widborg – ladugårdskarlens hustru, mjölkerskan med värkbruten arm
- Olof Widgren – Rya-Ryas far
- Ulla Smidje – Cecilia, den lungsiktiga flickan
- Sif Ruud – skollärarinnan
- Signe Eklöf – Rya-Ryas mor

## Musik i filmen
- "O, det finns ej en vän", kompositör Erik Johnsson och Folke Eriksberg, sång Signe Eklöf
- "I mitt himmelska hem", kompositör och text Filip Olsson, sång Nils Hultgren
- "Dig skall min själ sitt offer bära", text 1814 Arvid August Afzelius, textbearbetning 1979 Britt G. Hallqvist
- "När juldagsmorgon glimmar", tysk text Abel Burckhardt, svensk text 1851 av okänd svensk översättare